# ギャヴィン・マッキャン
ギャヴィン・マッキャン（Gavin McCann, 1978年1月10日 - ）はイギリス出身の元サッカー選手。ポジションはミッドフィールダー。
イングランド代表に招集されたこともあるミッドフィルダー。豊富なスタミナと激しい当たりで中盤の底を支えるタイプでありながら、時には二列目から強烈なミドルシュートを放つ。2010-11シーズンをもって現役を引退した。

## 所属クラブ
- エヴァートンFC 1995-1999
- サンダーランドAFC 1999-2003
- アストン・ヴィラFC 2003-2007
- ボルトン・ワンダラーズFC 2007-2011

この項目は、ウィキプロジェクト サッカー選手の「テンプレート」を使用しています。